# Матюково (29602452256)
Матюково — деревня в Бабынинском районе Калужской области. Входит в состав сельского поселения «Село Бабынино» Хваловский сельсовет.

## География
Деревня расположена недалеко от районного центра — Бабынино.
Часовой пояс
Деревня Матюково как и вся Калужская область, находится в часовой зоне МСК (московское время). Смещение применяемого времени относительно UTC составляет +3:00.

## Население
| 2002 | 2010 |
| ---- | ---- |
| 29   | ↘10  |